# 圣乔治皮亚琴蒂诺
圣乔治皮亚琴蒂诺（義大利語：San Giorgio Piacentino）是意大利皮亚琴察省的一个市镇。总面积49平方公里，人口5855人，人口密度119.5人/平方公里（2009年）。ISTAT代码为033040。